# Klara Wolff
Klara Dorota Wolff (ur. 1805 w Prudniku, zm. 4 stycznia 1853 w Bystrzycy Kłodzkiej) – niemiecka zakonnica, współzałożycielka Zgromadzenia Sióstr św. Elżbiety (elżbietanek).

## Życiorys
Była córka Józefa Wolffa (nauczyciela) i Joanny z domu Baraschit. Ukończyła szkołę w Nysie, pomimo biedy w rodzinie. Po zachętach księdza Józefa Sauera (kapelana nyskiego kościoła św. Jakuba i rektora Alumnatu) wstąpiła do III Zakonu franciszkańskiego przyjmując imię Klara. W latach 1832–1833 pomagała chorym podczas epidemii cholery. Wydarzenia te wzmogły w niej chęć wstąpienia do zakonu. Przez kilka lat poszukiwała możliwości w tym zakresie, ale najprawdopodobniej z uwagi na wiek (ponad 30 lat) nie przyjęto jej do Urszulanek, Elżbietanek Czarnych i Barnabitek w Pradze, gdzie ugruntowało się w niej powołanie zakonne polegające na pomocy chorym. Powróciła do Nysy, gdzie świadczyła bezpłatną pomoc chorym (niezależnie od wyznania), zyskując podziw lokalnej społeczności. W tym czasie współpracowała z Marią i Matyldą Merkert oraz Franciszką Werner, późniejszymi założycielkami Elżbietanek. Celem umocnienia wiary odbyła pielgrzymki m.in. do Barda i Wambierzyc (wraz z Franciszką Werner). 
W tym czasie wspomagana była wraz ze współpracowniczkami przez księdza Franciszka Fischera z Nysy, który opracował dla wspólnoty podział zajęć, znalazł wspólny lokal mieszkalny i opracował porządek dnia. Działania te, z uwagi na antykościelną postawę władz pruskich, nie mogły mieć pozorów reguły zakonnej. Od 1843 nazywano je Szarymi Siostrami, a w 1844 ksiądz Fischer nazwał je Stowarzyszeniem Sióstr pod wezwaniem Najświętszego Serca Jezusa dla pielęgnowania chorych pozbawionych pomocy. Klara Wolff nie miała nigdy zamiaru zakładania zgromadzenia zakonnego, chciała jedynie poświęcić się pielęgnacji ubogich chorych. Od 1843 zamieszkiwała wraz ze współpracownicami w nyskim Domu Altarzystów, gdzie pomieszczenia zapewnił im ksiądz dziekan Dominik Otto. Władze pruskie nie były zadowolone z funkcjonowania wspólnoty, podejrzewając, że ma charakter zakonny, w związku z czym m.in. Klara Wolff była przesłuchiwana przez policję. 
W 1846 rozpoczęła kanoniczny nowicjat u sióstr Boromeuszek w Pradze wraz z Marią Merkert. Jednak reguła tego zakonu nie była zgodna z jej dążeniami, ponieważ zakładała pomoc chorym wyłącznie podczas wojen i epidemii. Dalsze pozostawanie w Pradze uznała więc za bezzasadne i powróciła do Nysy, celem pielęgnowania chorych w ich mieszkaniach. Wyraziła też sprzeciw wobec chęci połączenia przez władze kościelne Szarych Sióstr z Boromeuszkami. Wywołało to niechęć duchowieństwa nyskiego. W końcu 1848 lub w początku 1849 opuściła więc Nysę i przeniosła się do Bystrzycy Kłodzkiej. Zorganizowała tu życie wspólnoty na wzór nyski. 
W początku grudnia 1852 doznała ciężkich obrażeń ciała w wyniku wypadku fury, którą jechała do chorego na wieś. Konie ciągnęły przez dłuższy odcinek wywrócony wóz w którym leżała nieprzytomna. Zmarła 4 stycznia 1853 na skutek powtórnego udaru mózgu. Pogrzeb odbył się 7 stycznia 1853. Grób nie zachował się (prawdopodobnie zlokalizowany był w najstarszej części bystrzyckiego cmentarza).